# Stella (Mondkrater)
Stella ist ein kleiner Einschlagkrater auf der nordöstlichen Mondvorderseite, nordöstlich von Mons Argaeus und westlich von Ching-Te. Südlich von Stella verläuft die Rima Rudolf und westlich die Rima Carmen.
Die namentliche Bezeichnung geht auf eine ursprünglich inoffizielle Bezeichnung auf Blatt 42C3/S3 der Topophotomap-Kartenserie der NASA zurück, die von der IAU 1976 übernommen wurde.